# محمد ياسين نجار
محمد ياسين نجار (1967- )، سياسي سوري ساهم بشكل فاعل في تأسيس المجلس الوطني السوري في خريف 2011 بعد خروجه من سوريا مضطرا نتيجة لملاحقة النظام السوري له بسبب مشاركته الفاعلة في الثورة السورية، ثم أصبح لاحقا واحدا من الأسماء السياسية والإعلامية المعروفة في المعارضة السورية لنظام بشار الأسد.

## حياته
ولد محمد ياسين نجار عام 1967 في مكة المكرمة ونشأ في بيت سياسي إذ كان جده محمد ياسين نجار شخصية تربوية مؤثرة، ساهم في نشر التعليم في سورية عموما والريف الشمالي خصوصا، ووالده المعارض السوري المعروف غسان نجار. امين سر نقابة المهندسين السوريين عام 1980 والذي اعتقل منذ عام 31/3/1980 حتى 18/12/1991 وعضو الأمانة العامة لإعلان دمشق عن التيار الإسلامي الديموقراطي وصاحب الدعوة إلى حق السوريين في التظاهر في الخامس من شباط 2011.
عاش محمد ياسين نجار طيلة حياته في حلب ودرس في مدارسها، وحصل على شهادة بكالوريوس في الهندسة الكهربائية والإلكترونية من جامعة حلب عام 1990.
حاول مع مجموعة وطنية شابة داخل سورية القيام بعمليات تفكيكية للنظام من خلال نشر الوعي الديموقراطي وكشف حقيقة النظام الديكتاتورية خلال المرحلة الجامعية ومن خلال مشاركته في مؤسسات المجتمع المدني الخيرية والثقافية والمهنية والرياضية، وتعرض وعائلته للمتابعة الأمنية على مدار أكثر من ثلاثين عاما. هو عضو في جمعية من اجل حلب وعضو نادي الاتحاد الحلبي (الأهلي)، وقد انتخب عن محافظة حلب عضواً للمؤتمر العام لنقابة المهندسين السوريين دورة 2009-2014.
تعرض لعدة محاولات اعتقال بعد اندلاع الثورة مما اضطره للخروج والمساهمة في دور سياسي داعم للثورة يكشف حقيقة النظام وجرائمه. فساهم في مؤتمر الإنقاذ كرئيس للجنة السياسية التأسيسية في استانبول 16/7/2011، ثم انضم إلى مجموعة العمل الوطني من اجل سورية منذ خروجه من سورية، لاحقا أصبح رئيساً لمكتب العلاقات الوطنية والخارجية في المجموعة. كان من الفريق المؤسس للمجلس الوطني السوري ولاحقا أصبح عضواً في مكتب العلاقات الخارجية للمجلس الوطني.
انتُخب في اجتماع الهيئة العامة للائتلاف الوطني لقوى الثورة والمعارضة السورية، بتاريخ 12 تشرين الثاني 2013، للتصويت على وزراء الحكومة السورية المؤقتة ومُنح الثقة لاستلام وزارة الاتصالات والنقل والصناعة وحصل حينها على 66 صوتاً.
بتاريخ 24 تشرين الثاني /نوفمبر 2014 وبعد جدل طويل بين أعضاء الهيئة العامة للائتلاف جرى التصويت على الأسماء التي اقترحها الدكتور «أحمد طعمة» لتشكيل حكومته الجديدة، وخلال التصويت تجاوز بعض الوزراء عتبة النصاب القانوني للفوز بحقيبته الوزارية (56 صوت) في حين فشل بعض المرشحين في تجاوز هذه العتبة. ومن بين الوزراء الذين نالوا ثقة الهيئة العامة للائتلاف المهندس محمد ياسين نجار وزيراً للاتصالات والنقل والصناعة.